# Мошкина Мельница
Мошкина Мельница — деревня в Оричевском районе Кировской области в составе Пустошенского сельского поселения.

## География
Расположена на расстоянии примерно 9 км по прямой на юг-юго-восток от райцентра поселка Оричи.

## История
Известна с 1802 года как починок Хренова с 13 дворами. В 1873 году здесь (починок Гурия Хренова или Мошкари) было дворов 9 и жителей 69, в 1905 (Мошкина Мельница) 19 и 143, в 1926 (деревня Мошкина Мельница или Гурия Хренова) 24 и 152, в 1950 30 и 110, в 1989 оставалось 43 жителя. Настоящее название утвердилось с 1939 года.

## Население
Постоянное население  составляло 16 человек (русские 100%) в 2002 году, 14 в 2010. 2023